# Jack Livingston
Pour les articles homonymes, voir Jack Livingston (acteur) et Livingston.
Jack Livingston (nom de plume de James L. Nusser, né en 1925 et mort en 1988) est un écrivain américain, auteur de roman policier.

## Biographie
En 1982, il publie son premier roman, Les Minutes de silence (A Piece of the Silence) pour lequel il est lauréat du prix Shamus 1983 du meilleur roman. Dans ce roman, il crée le personnage de Joe Binney, un détective privé sourd.

## Œuvre

### Romans

#### SérieJoe Binney
- A Piece of the Silence (1982) Publié en français sous le titre Les Minutes de silence, Paris, Éditions Gallimard, coll. « Série noire » no 1916 (1983)  (ISBN 2-07-048916-7)
- Die Again, Macready (1984) Publié en français sous le titre Enquête en sourdine, Paris, Presses de la Cité, coll. « Danger haute tension » (1987)  (ISBN 2-258-01922-2) ; réédition, Paris, Pocket, coll. « Presses-Pocket » no 3122 (1988)  (ISBN 2-266-02286-5)
- The Nightmare File (1986)
- Hell-Bent for Election (1988), réédité sous le titre Hell-Bent for Homicide en 1991

## Prix et distinctions
- Prix Shamus 1983 du meilleur roman pour Les Minutes de silence (A Piece of the Silence)

## Sources
: document utilisé comme source pour la rédaction de cet article.
- Claude Mesplède (dir.), Dictionnaire des littératures policières, vol. 2 : J - Z, Nantes, Joseph K, coll. « Temps noir », 2007, 1086 p. (ISBN 978-2-910-68645-1, OCLC 315873361), p. 215